# Horst Metz
Bernd Horst Metz (* 6. Juli 1945 in Groß Laasch, Landkreis Ludwigslust, Mecklenburg; † 15. Oktober 2022 in Dresden) war ein deutscher Politiker (ehemals CDU und DDR-CDU). Er war von 1990 bis 2009 Mitglied des Sächsischen Landtags und von 2002 bis 2007 Sächsischer Staatsminister der Finanzen.

## Leben
Nach seinem Abitur 1964 in Ludwigslust erlernte er den Beruf des Wasserbau-Facharbeiters. Von 1965 bis 1970 studierte er an der TU Dresden Bauwesen. Danach absolvierte er ein Forschungsstudium und erhielt 1972 die Promotion. Von 1972 bis 1987 arbeitete er als wissenschaftlicher Mitarbeiter der Wasserwirtschaftsdirektion Obere Elbe. Seit 1987 Abteilungsleiter des VEB Wasserversorgung und Abwasserbehandlung (WAB) Dresden, wurde er 1990 Leiter der Abteilung Umweltschutz bei der Bezirksverwaltungsbehörde Dresden.
Metz war verheiratet und hinterlässt zudem einen Sohn.

## Politik
Metz trat 1968 in die Ost-CDU ein. Er war von 1984 bis 1989 Stadtbezirksabgeordneter in Dresden-Nord und 1985 bis 1990 Mitglied des Aktivs Umweltschutz beim CDU-Bezirksvorstand Dresden.
In den Jahren 1990 und 1991 war Metz Parlamentarischer Staatssekretär im Sächsischen Staatsministerium für Umwelt und Landesentwicklung. Von 1990 bis 2009 war er Mitglied des Sächsischen Landtages, in den er über das Direktmandat im Wahlkreis Sächsische Schweiz 2 eingezogen war. Von Oktober 1999 bis Mai 2002 war er stellvertretender Vorsitzender der CDU-Landtagsfraktion. Vom 2. Mai 2002 bis zum 30. September 2007 war er Sächsischer Staatsminister der Finanzen in den Kabinetten Milbradt I und Milbradt II.
Infolge der Affäre um die verlustreichen Aktivitäten der Sachsen LB auf dem US-amerikanischen Immobilienmarkt stellte Horst Metz am 31. August 2007 in einer Sitzung des Sächsischen Landtages sein Amt als Sächsischer Staatsminister der Finanzen zum 30. September 2007 zur Verfügung. Sein Nachfolger wurde Stanislaw Tillich.
Bei der Landtagswahl 2009 bewarb sich Metz nicht mehr um ein Landtagsmandat und schied somit im September 2009 aus dem Landtag aus.
Im Dezember 2016 trat Metz, wegen der erneuten Kanzlerkandidatur Angela Merkels, nach 48 Jahren Parteimitgliedschaft aus der CDU aus.